# パヴァーヌ (フォーレ)
パヴァーヌ（Pavane）作品50は、ガブリエル・フォーレの楽曲。演奏時間は6 - 7分。

## 概要

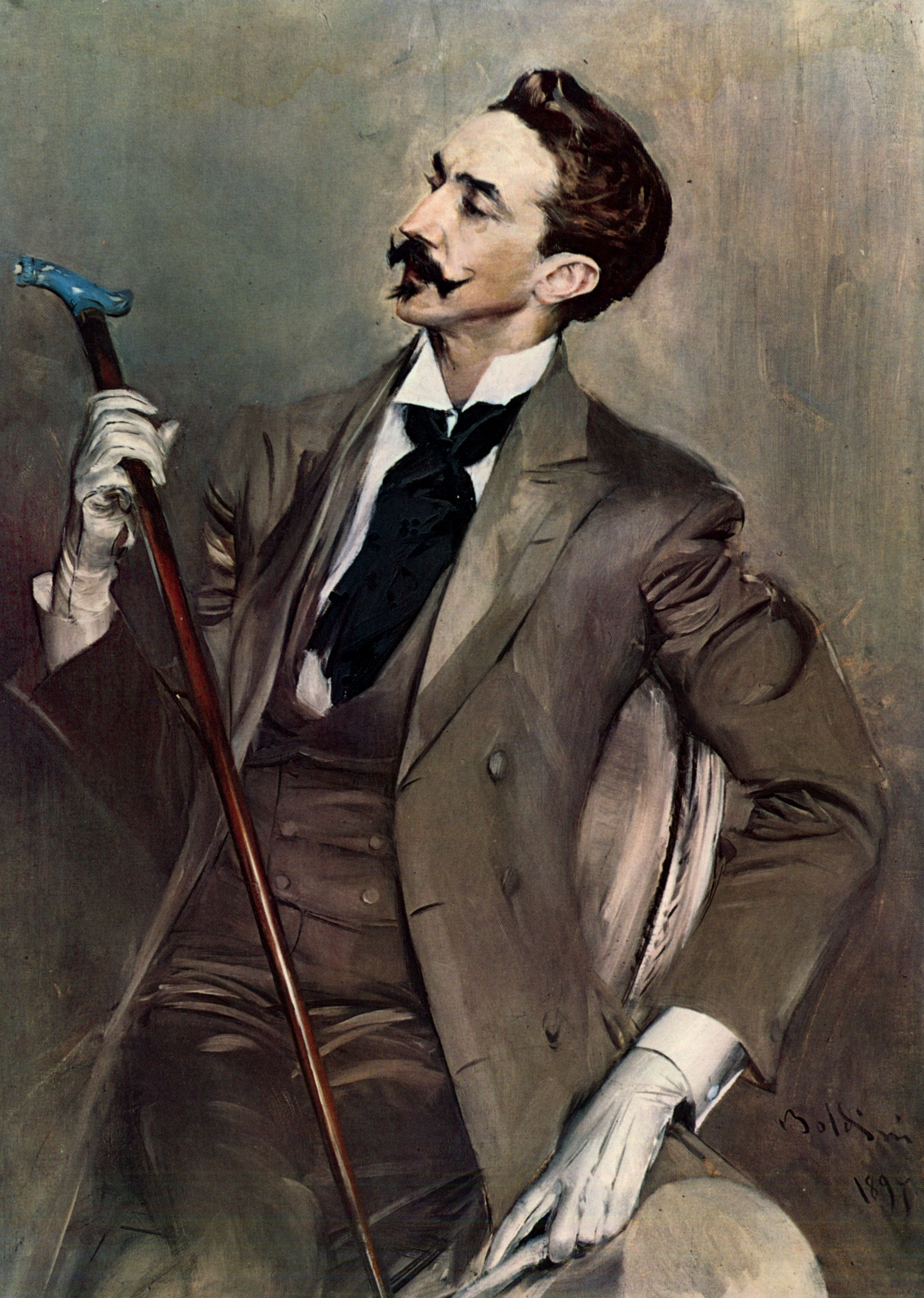
ロベール・ド・モンテスキュー（ボルディーニによる肖像）

1886年に管弦楽曲として作曲され、翌1887年に合唱パートが追加された。詩はロベール・ド・モンテスキューによる。管弦楽曲にも合唱曲にも分類されるが、管弦楽のみで演奏されることも多い。『レクイエム』と並び、フォーレの中期を代表する傑作である。
フォーレならではの甘美で崇高、清楚な旋律美で知られ、管弦楽版の他にピアノ編曲（フォーレ自身が演奏している録音やピアノロールも現存）や独奏、他にもさまざまな編曲がなされ、ポピュラーのソロ・ボーカル曲としても歌われている。また、劇付随音楽『マスクとベルガマスク』の終曲（第8曲）にも使われている。

## 編成
フルート2、オーボエ2、クラリネット2、ファゴット2、ホルン2、弦五部、混声四部合唱（省略可）
打楽器がなく、金管楽器もホルンだけのかなり小規模な編成で、特に楽曲の最初では室内楽的な響きが特徴的である。フォーレの他の管弦楽作品と同様、木管楽器、特にフルートに重点が置かれている。

## 曲の構成
嬰ヘ短調、4/4拍子、速度表示はAllegretto molto moderato。大まかにはA-B-A'-Codaの三部形式だが、詳細にはa-b-a-c（中間部、Bに相当）-b-a-b'-Codaとロンド的である。
弦楽器の分散和音のピッツィカートに乗り、フルートが符点に彩られた優雅な旋律（a部、ロンド主題に相当）を奏する。その後に新たな楽想（b部）を挟みながらも、木管楽器、ヴァイオリンおよび合唱によって受け継がれ、確保された後にやや劇的な中間部（c部）に入る。
中間部では、弦楽器の旋法的な下降音型と対旋律、管楽器の持続音の上でホルンのソロと合唱が絡み合い、美しくも前後と鮮やかな対比を見せる。最初に奏された句を2度繰り返した後に全音ずつ主音を下げた後（D-D-C-B♭）、イ長調からと、和声を変えたb部となる。
オーボエが冒頭主題を奏でるが、新たな対旋律が挿入され、結尾は繰り返されている。続くbは旋律が主調に移調された上に、短縮される。コーダではaの素材が展開され、最後は管楽器による嬰ヘ短調の和音の鳴り響く中、弦楽器のピッツィカートで静かに締めくくる。

## 歌詞
| ソプラノ C'est Lindor ! c'est Tircis ! et c'est tous nos vainqueurs ! バス C'est Myrtil ! c'est Lydé ! Les reines de nos cœurs ! アルト Comme ils sont provocants, comme ils sont fiers toujours ! 全声部 Comme on ose régner sur nos sorts et nos jours ! ソプラノまたはテノール Faites attention! バス Observez la mesure ! ソプラノ Ô la mortelle injure ! テノール La cadence est moins lente ! テノール Et la chute plus sûre ! アルト Nous rabattrons bien leurs caquets ! バス Nous serons bientôt leurs laquais ! 女声 Qu'ils sont laid ! テノール Chers minois ! ソプラノ Qu'ils sont fols ! バス Airs coquets ! テノール Et c'est toujours de même ! バス Et c'est ainsi toujours ! 女声 On s'adore ! On se hait ! On maudit ses amours ! 男声 On s'adore ! 全声部 On se hait ! ソプラノ On maudit ses amours ! テノール Adieu Myrtil ! Églé ! Chloé ! Demons moqueurs ! アルト Adieu donc et bons jours aux tyrans de nos cœurs ! 全声部 Et bons jours ! | ランドルよ！ ティルシスよ！ そして我らを組み敷く一統よ！ ミルティルよ！ リデよ！ 我らの心を奪う女王よ！ 奴らのなんたる挑発、いつもなんたる冷血！ 我らの命運と生活、牛耳ろうとはなんたる僭越！ 気をつけろ！ わきまえろ分別！ おお忌まわしき侮蔑！ さほども弛緩なき進行！ そしてかほども確実なる破滅！ 我らは必ず奴らを黙らせてくれよう！ 我らは日ならず奴らの下僕とされよう！ なんと醜い奴らよ！ いとおしき面差し！ なんといかれた奴らよ！ うるわしき眼差し！ そしていつも同じ！ そしていつもこう揃う！ 愛し合う！ 憎み合う！ おのが恋を呪う！ 愛し合う！ 憎み合う！ おのが恋を呪う！ さらばミルティルよ！ エグレよ！ クロエよ！ ふざけた悪魔の一党よ！ いざさらばそしてご機嫌よう、我らの心を灼く暴王よ！ そしてご機嫌よう！ |